# Dance You Off
Dance You Off (englisch Dich austanzen) ist ein englischsprachiger Popsong des schwedischen Sängers Benjamin Ingrosso. Ingrosso gewann mit dem Beitrag das Melodifestivalen 2018, dem schwedischen Vorentscheid für den Eurovision Song Contest. Dort belegte er in der Gesamtwertung den siebten Platz.

## Hintergrund
Dance You Off wurde von Ingrosso selbst sowie MAG (bürgerlich Marco Borrero), Louis Schoorl und K Nita geschrieben. Borrero und Schoorl übernahmen auch die Produktion des Werks.

## Auftritt beim Melodifestivalen

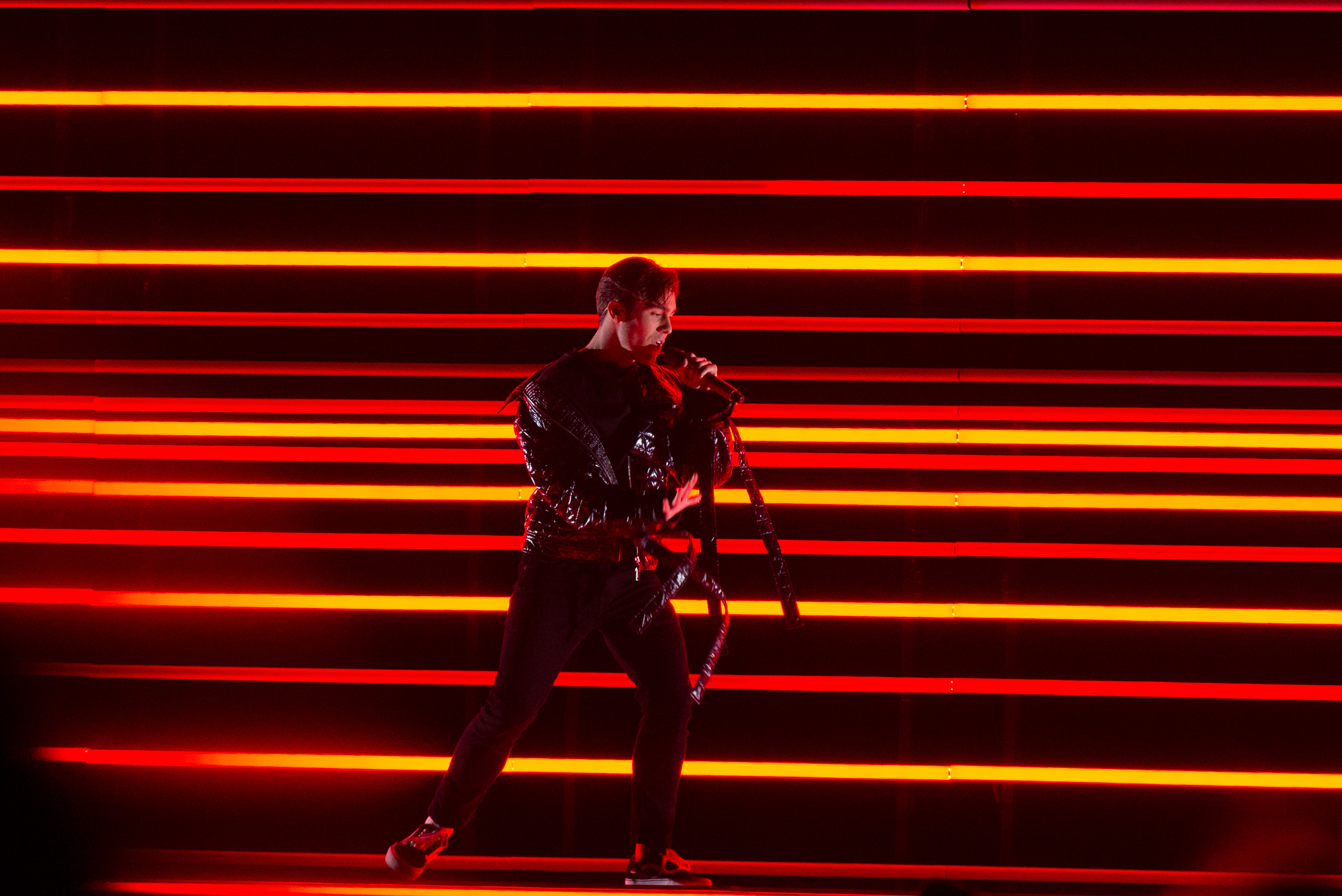
Ingrosso während seines Auftritts im Finale in Solna

Ingrosso startete in der ersten Vorrunde (Deltävling 1) am 3. Februar 2018 in Karlstad auf Position 7, dem letzten Startplatz des Abends. Sowohl in der ersten, als auch der zweiten Abstimmungsrunde erhielt der Beitrag die meisten Stimmen und qualifizierte sich direkt für das Finale. Dieses fand am 10. März 2018 in der Friends Arena in Solna (nördlich der Hauptstadt Stockholm) statt. Sowohl in der Gunst der Jurys, als auch der Zuschauer lag Ingrosso auf dem ersten Platz, wobei er von sechs von elf internationalen Jurys die Höchstpunktzahl von zwölf Punkten erhielt. Ingrosso gewann den Wettbewerb und war damit berechtigt, Schweden beim Eurovision Song Contest zu vertreten.

## Beim Eurovision Song Contest
Schweden startete im zweiten Halbfinale am 10. Mai 2018 in Lissabon, um sich für einen Platz im großen Finale am 12. Mai 2018 zu qualifizieren. Als Zweitplatzierter in der Wertung qualifizierte sich Ingrosso für das Finale. In diesem erhielt Schweden 274 Punkte, wodurch Schweden am Ende den 7. Platz belegte. Bei der Vergabe kam es zu einer erheblichen Diskrepanz bei den erhaltenden Punkten der beiden Votings (253 Punkte aus der Jurywertung zu 21 Punkten aus dem Televoting).

## Kommerzieller Erfolg

### Chartplatzierungen
| ChartsChartplatzierungen | Höchstplatzierung | Wochen |
| ------------------------ | ----------------- | ------ |
| Schweden (GLF)           | 2 (17 Wo.)        | 17     |

### Auszeichnungen für Musikverkäufe
| Land/Region     | Auszeichnungen für Musikverkäufe (Land/Region, Auszeichnung, Verkäufe) | Verkäufe |
| --------------- | ---------------------------------------------------------------------- | -------- |
| Schweden (IFPI) | Platin                                                                 | 80.000   |
| Insgesamt       | 1× Platin ·                                                            | 80.000   |